# 肌肉崇拜
肌肉崇拜（英語：sthenolagnia），是一種身體崇拜的形式，其崇拜者以各種包含磨蹭、按摩、親吻與舔舐等性刺激方式接觸所謂的主導者的肌肉。

## 歷史
主導者幾乎總是一名健美運動者，要麼是一名健美身材比賽者或是有著大號身材及相當顯著的肌肉的人，然而崇拜者常常但並不總是較為纖瘦、矮小與過胖的。肌肉崇拜包含不同性別與性傾向的參與者。
在肌肉崇拜中所行使的強力支配與疼痛數量相當地多變，視參與者的渴望而定。有時候，主導者使用他或她的體型與力量來壓制較矮小的崇拜者，強迫崇拜者讚美他或她的肌肉。然而在其他的例子中，崇拜者只不過感受與讚美主導者肌肉的收縮。
男性與女性的健美運動者都常常向肌肉崇拜聚會開價以補充他們來自健美比賽的低廉或根本不存在的收入。雖然這些聚會很少牽涉到性行為，但他們提供這些男女都有的肌肉迷一個難得的機會來親自碰觸肌肉男或肌肉女。
一部2001年的紀錄片《Highway Amazon》記述了健美運動者克莉絲汀‧費策爾的生活並展出了一些她陷於肌肉崇拜的客戶。